# Планета динозаврів (дилогія)
«Планета динозаврів» — дилогія, перша частина циклу романів «Ірета» американської письменниці Енн Маккефрі.
Перший роман — «Планета динозаврів I» (Dinosaur Planet) був виданий у 1978 році, продовження — «Планета динозаврів II» (Dinosaur Planet Survivors) було видано у 1984 році.
Дія обох романів розгортається на планеті Айрета, яка знаходиться на околиці космічної Федерації Цивілізованих Планет (Federated Sentient Planets). На Айреті придатна для людини атмосфера, хоча і з неприємним запахом, різноманітна флора і фауна, схожа на доісторичну Землю, з майже розумним видом місцевих динозаврів, що продовжують розвиватися. У дилогії піднімаються традиційні для Маккефрі питання про необхідність знаходити спільну мову з видами, що відрізняються від нас самих. Історія Маккефрі про взаємодію людей та динозаврів передувала роману "Парк юрського періоду"  Майкла Крайтона (1990 рік), «Динотопії» Джеймса Герні (1990-ті) та «Едему» Гаррі Гаррісона (1984 рік).

## Опис сюжету

### Книга перша
Група вчених та кілька дітей висаджуються на Айреті з метою вивчення перспективності колонізації планети. Однак через якийсь час керівник експедиції Кай помічає, що зник зв'язок з дослідницьким судном «АРКТ-10», яке доставило їх на планету і має забрати назад після закінчення місії. Кай намагається приховати цю інформацію, щоб уникнути паніки, та завантажує дослідників рутинною, але необхідної роботою. Та й сама планета не дає часу розслабитися, підносячи один сюрприз за іншим.
Однак зусилля Кая виявляються марними — деякі члени експедиції влаштовують заколот, вважаючи, що їх кинули на дикій планеті, населеній гігантськими хижаками. Бунтівники вирішують позбавитись від своїх колег, вважаючи їх виноватцями ситуації…

### Книга друга
Минуло багато років після подій першої книги, проте старі образи не забуті. Частина вимушених колоністів Айрети провела цей час у холодному сні. Для них з часів подій, що трапилися кілька десятків років тому, суб'єктивно пройшли лише лічені дні. Решта колоністів прожили весь цей час досліджуючи землі, вивчаючи природу, пристосовуючись до неї, народжуючи дітей та вмираючи. Нові покоління виросли на тій «правді», якій їх навчали предки.
Що ж станеться, коли дослідники, що прокинуться, зустрінуться з нащадками своїх колишніх колег-заколотників?

## Персонажі
Дослідники:
- Кай — командир, геолог
- Варіан — помічник командира, ксенобіолог
- Ланзі — лікар
- Діменон — старший геолог
- Портегін — геолог, сейсмолог
- Олія — геолог
- Маргіт — геолог
- Трів — геолог
- Трізейн — хімік
- Габер — картограф

Гравітанти:
- Танеглі — ботанік
- Дівісті — біолог
- Баккун — геолог
- Берру — геолог
- Паскутті — немає спеціальності
- Тардма — немає спеціальності

Діти:
- Боннард
- Клейті
- Терілла

Нащадки колоністів:
- Айгар — онук по батькові — Паскутті та Дівісті, по матері — Берру та Баккуна
- Вінрал — онук по батькові — Тардми та Паскутті, по матері — Танеглі та Дівісті
- Флорасс — дочка Танеглі

Екіпаж «Зайд-Дайан»:
- Сассінак — командор
- Фордлітон (Форд) — старший офіцер
- Борандер — лейтенант
- Майерд — лікар

Інші:
- Годхейр — капітан торгового корабля
- Крус — капітан незаконного транспортника
- Тор — тхек
- Вирл — ватажок колонії ріксі